# Багачівка (Звенигородський район)
Багачі́вка  — село в Україні, у Звенигородському районі Черкаської області, центр сільської ради, якій також підпорядковані села Михайлівка і Павлівка. Населення — 730 чоловік (2009).
Розташоване за 10 км на схід від районного центру — міста Звенигородка. Через село проходить автомобільна дорога Черкаси — Умань.

## Історія
Село вперше згадується в 1546 році. За усними переказами, назва села походить від першого поселенця на прізвище Богацький. Після нього поселилися Гандрієнко, Рубан, Третяк, Постіл. Основним заняттям селян було хліборобство.

У списку населених міст Київської губернії зазначено: 
|  | … дворів в ньому 429, мешканців обох статей 2184 чоловік, із них чоловіків 1062 і жінок 1122, землі рахується 1840 десятин, з них належить церкві 56 десятин і селянам — 1784 десятини. В селі є одна православна церква, одна церковноприходська школа, один млин з гасовим двигуном, що належить селянину Тимофію Музиченко, 17 вітряків, 2 крупорушки і один сільський банк. |

Станом на 1885 рік у колишньому державному селі, центрі Багачівської волості Звенигородського повіту Київської губернії, мешкало 1462 особи, налічувалось 276 дворових господарств, існували православна церква, школа, постоялий двір, постоялий будинок, 10 вітряних млинів, крупорушка та маслобійний завод.
За переписом 1897 року кількість мешканців зросла до 2035 осіб (960 чоловічої статі та 1075 — жіночої), з яких 2020 — православної віри.
Радянську владу в селі встановлено в 1918 році. Першим головою сільської ради обрано Щербаня Кузьму Мартиновича (загинув у роки Другої світової війни). В цьому ж році створено комітет незаможних селян, головою обрано Шевченка Парамона Семеновича (вбитий заможними селянами в 1922 році).
Село постраждало внаслідок геноциду українського народу, проведеного окупаційним урядом СССР 1932—1933 та 1946–1947 роках.
Перший колгосп у селі організовано в 1932 році (голова Дащенко Костянтин Макарович).
З 1958 року колгосп носив ім'я учасника громадянської війни — Пархоменка.
217 мешканців села брали участь у боях радянсько-німецької війни, 164 з них загинули, 138 нагороджені орденами й медалями. В селі споруджено пам'ятник воїнам, що загинули в боях за відвоювання села.
Станом на початок 70-х років ХХ століття в селі розміщувалась центральна садиба колгоспу імені Пархоменка, за яким було закріплено 2,7 тисяч га сільськогосподарських угідь, у тому числі 2,3 тисячі га орної землі. В господарстві вирощували зернові культури і цукрові буряки, було розвинуте молочне тваринництво. З допоміжних підприємств працювали млин, майстерня, пилорама.
Також на той час працювали восьмирічна школа, клуб, бібліотека з фондом 6 тисяч книг, фельдшерсько-акушерський пункт, пологовий будинок, побутовий комбінат, сільунівермаг.
Поблизу села виявлено залишки поселення трипільської культури.

## Населення

### Мова
Розподіл населення за рідною мовою за даними перепису 2001 року:
| Мова       | Кількість | Відсоток |
| ---------- | --------- | -------- |
| українська | 732       | 98.12%   |
| російська  | 14        | 1.88%    |
| Усього     | 746       | 100%     |

## Відомі люди
В селі народились:
- Гриценко Анатолій Степанович — політик, міністр оборони України (2005—2007);

В селі похований Абрамцев Сергій Павлович (1922—1944) — Герой Радянського Союзу (1944).

## Фотогалерея

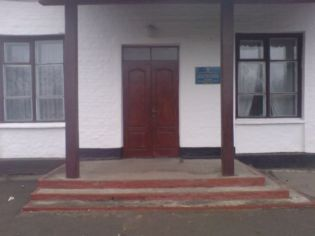
Школа
Сільська рада
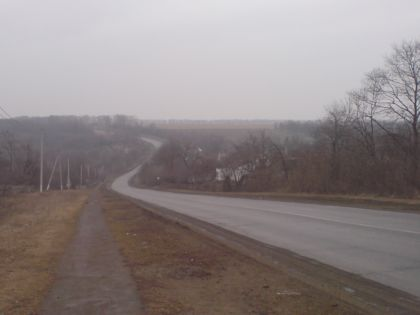
Траса Черкаси-Умань